# Jean-François Oeben
Jean-François Oeben, o Johann Franz Oeben (9 d'octubre de 1721
Heinsberg prop d'Aachen – París 21 de gener de 1763) va ser un ebenista francès d'origen alemany que treballà a París. Era l'avi per part de mare del pintor Eugène Delacroix.

## Biografia
Poc se sap segur del seu període d'aprenentatge. Ja estava a París cap al 1740; fins al 1749 va viure a Faubourg Saint-Antoine.
Entre 1751 - 1754 treballà com compagnon al taller de Charles-Joseph Boulle, fill del gran ebenista, André Charles Boulle, després va treballar de forma independent. Des del 1754 va obtenir concessions administratives, primer a la Manufacture des Gobelins, després, el 1756, en taller de l'Arsenal.

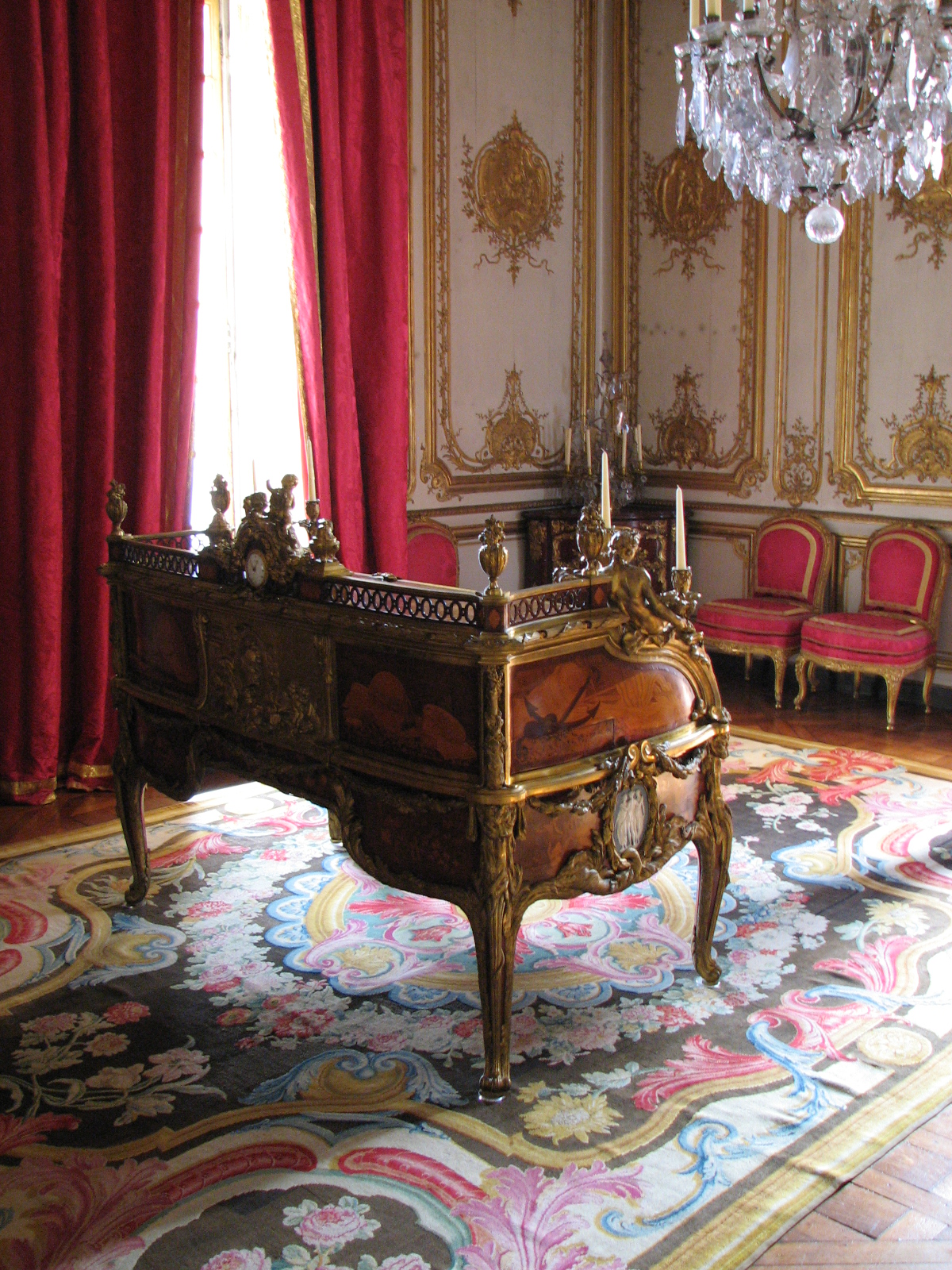
El Bureau du Roi, (1760); acabat per Jean-Henri Riesener

Oeben treballà per l'aristocràcia amb mobles molt refinats.
Oeben treballà molt per ar Madame de Pompadour qui li va encarregar molts mobles per al Château de Bellevue. No tots els mobles per a Mme de Pompadour van abandonar l'estil rococó: al Metropolitan Museum of Art, hi ha una taula mecànica estampada per Oeben i el seu cunyat amb les sigles R.V.L.C.
Jean-François ha estat confós de vegades amb el seu germà Simon-François Oeben (cap a 1725, Heinsberg - 1786, París), que va ser el seu empleat des de 1754
La seva vídua es va tornar a casar amb Jean Henri Riesener.